# Brou-sur-Chantereine
Brou-sur-Chantereine ist eine französische Gemeinde mit 5094 Einwohnern (Stand 1. Januar 2022) im Département Seine-et-Marne in der Region Île-de-France. Brou-sur-Chantereine gehört zum Arrondissement Torcy und zum Kanton Villeparisis. Die Einwohner werden Breuillois genannt.

## Geographie
Brou-sur-Chantereine liegt etwa 20 Kilometer östlich von Paris. Durch das Gebiet der Gemeinde verläuft das Flüsschen Chantereine, das nach rund acht Kilometern in die Marne bzw. den parallel verlaufenden Canal de Chelles  mündet. Brou-sur-Chantereine wird umgeben von den Nachbargemeinden Villevaudé im Norden, Pomponne im Osten, Vaires-sur-Marne im Süden, Chelles im Westen und Le Pin im Nordwesten.

## Bevölkerungsentwicklung
| Jahr      | 1936 | 1946 | 1954 | 1962 | 1968 | 1975 | 1982 | 1990 | 1999 | 2006 | 2011 |
| --------- | ---- | ---- | ---- | ---- | ---- | ---- | ---- | ---- | ---- | ---- | ---- |
| Einwohner | 2015 | 1184 | 1968 | 3015 | 3269 | 4664 | 4429 | 4469 | 4280 | 4258 | 4324 |

## Sehenswürdigkeiten

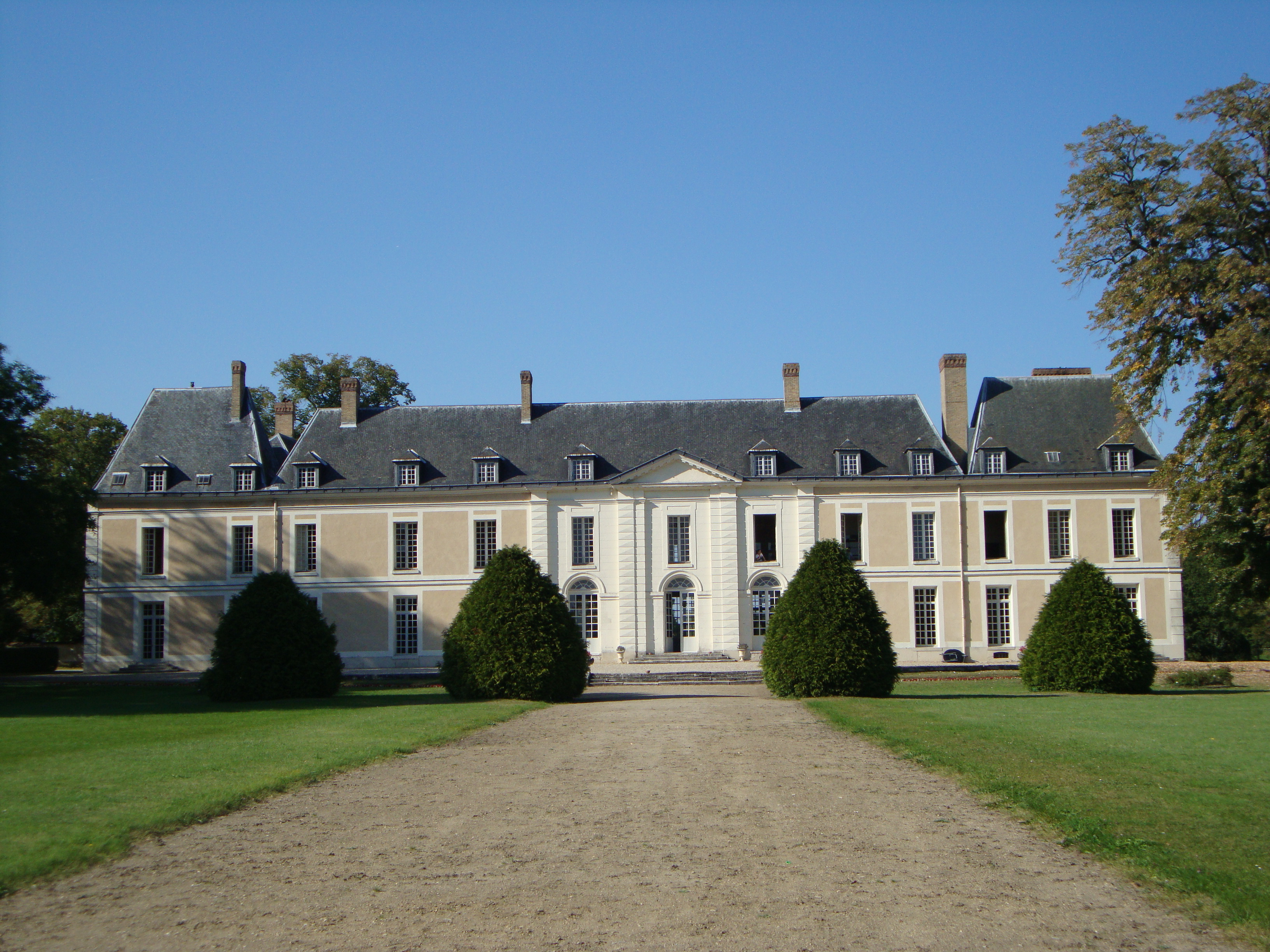
Schloss

Siehe auch: Liste der Monuments historiques in Brou-sur-Chantereine
- Schloss und Park von Brou-sur-Chantereine, erbaut in der zweiten Hälfte des 17. Jahrhunderts, Monument historique seit 1984
- Taubenturm im Schlosspark, erbaut 1545 (Monument historique)

## Persönlichkeiten
- Paul Esprit Feydeau de Brou (1682–1767), Politiker, Minister der Justiz (Siegelbewahrer von Frankreich)
- Jacques Higelin (1940–2018), Sänger, Komponist und Schauspieler
- Rodolphe Gilbert (* 1968), Tennisspieler
- Ridan (bürgerlich: Nadir Kouidri; * 1975), Sänger/Rapper
- Yohann Pelé (* 1982), Fußballspieler